# Gloria in excelsis Deo (listina)

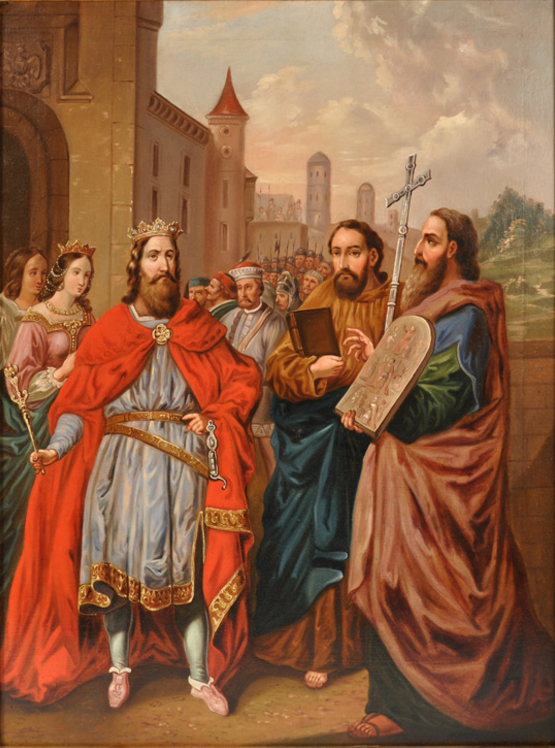
Přijetí Cyrila a Metoděje knížetem Rostislavem

Gloria in excelsis Deo je papežská bula vydaná papežem Hadriánem II. roku 869. Byla adresována velkomoravskému knížeti Rostislavovi, dále knížatům Svatoplukovi a Kocelovi. 

## Nový liturgický jazyk
Papež v tomto listu výslovně povoluje použití staroslověnštiny jako dalšího oficiálního církevního jazyka, pouze s výhradou, že při mši se texty mají číst nejprve latinsky, poté staroslověnsky.
Výslovně zde napomíná toho, kdo by „…haněl knihy vašeho národa“.